# European Aquatics
European Aquatics (denominada hasta 2023 Liga Europea de Natación, LEN) es la organización que se dedica a regular las normas de la natación a nivel profesional en Europa, así como a celebrar periódicamente competiciones y eventos. Es una de las cinco organizaciones continentales que conforman la Federación Internacional de Natación.
Tiene su sede en Nyon (Suiza) y cuenta, en 2016, con la afiliación de 52 federaciones nacionales. El presidente es António José Silva.

## Historia
La LEN fue fundada el año 1926 en Budapest por representantes de 8 federaciones nacionales: Dinamarca, Finlandia, Francia, Noruega, Países Bajos, Polonia, Suecia y Suiza.
En 1926 se celebró el primer Campeonato Europeo de Natación en Budapest. Estos campeonatos incluían a la natación, nado sincronizado, saltos y waterpolo. Hasta 1997 se mantuvo este formato. 
En 1989 se realizó el primer Campeonato Europeo de Natación en Aguas Abiertas en la localidad de Stari Grad (hoy Croacia).
En 1991 se realizó el primer Campeonato Europeo de Natación en Piscina Corta en Gelsenkirchen (Alemania). En estos campeonatos solo se realizan pruebas de natación en una piscina de 25 m.

## Eventos
Entre los eventos competitivos más importantes que la LEN organiza regularmente se encuentran:
- Campeonato Europeo de Natación (piscina de 50 m) – incluye pruebas de natación sincronizada, saltos y aguas abiertas.
- Campeonato Europeo de Natación en Piscina Corta (piscina de 25 m) – solo pruebas de natación.
- Campeonato Europeo de Natación en Aguas Abiertas
- Campeonato Europeo de Natación Artística
- Campeonato Europeo de Waterpolo (masculino y femenino)
- Euroliga de waterpolo femenino
- Copa LEN de waterpolo femenino
- Supercopa de Europa de waterpolo femenino
- Copa LEN de waterpolo masculino

## Organización
La estructura jerárquica de la federación está conformada por el presidente, el secretario general y los vicepresidentes, el Congreso (efectuado cada dos años), el cuerpo ejecutivo y los comités técnicos.

### Presidentes
| N.º | Periodo     | Nombre               | País           |
| --- | ----------- | -------------------- | -------------- |
| 1   | 1926 – 1930 | Erik Bergvall        | Suecia         |
| 2   | 1930 – 1934 | Walter Binner        | Alemania       |
| 3   | 1934 – 1938 | Harold Fern          | Reino Unido    |
| 4   | 1938 – 1947 | Émile-Georges Drigny | Francia        |
| 5   | 1948 – 1950 | Ladislav Hauptmann   | Checoslovaquia |
| 6   | 1950 – 1954 | René de Raeve        | Bélgica        |
| 7   | 1954 – 1958 | Jan de Vries         | Países Bajos   |
| 8   | 1958 – 1962 | Béla Rajki           | Hungría        |
| 9   | 1962 – 1970 | Jan de Vries         | Países Bajos   |
| 10  | 1970 – 1982 | Bertil Sallfors      | Suecia         |
| 11  | 1982 – 1986 | Ante Lambaša         | Yugoslavia     |
| 12  | 1986 – 1990 | Klaas van de Pol     | Países Bajos   |
| 13  | 1990 – 2008 | Bartolo Consolo      | Italia         |
| 14  | 2008 - 2012 | Nory Kruchten        | Luxemburgo     |
| 15  | 2012 – 2022 | Paolo Barelli        | Italia         |
| 16  | desde 2022  | António José Silva   | Portugal       |

### Estados miembros
En 2016 la LEN cuenta con la afiliación de 52 federaciones nacionales de Europa.
| N.º | País                 | Federación                                                              | Página web                                                |
| --- | -------------------- | ----------------------------------------------------------------------- | --------------------------------------------------------- |
| 1   | Albania              | Albanian Swimming Federation                                            |                                                           |
| 2   | Alemania             | Deutscher Schwimm-Verband                                               |                                                           |
| 3   | Andorra              | Federació Andorrana de Natació                                          |                                                           |
| 4   | Armenia              | Swimming Federation of Armenia                                          |                                                           |
| 5   | Austria              | Österreichischer Schwimmverband                                         |                                                           |
| 6   | Azerbaiyán           | Azerbaijan Swimming Federation                                          |                                                           |
| 7   | Bielorrusia          | Swimming Federation of Belaruss                                         |                                                           |
| 8   | Bélgica              | Fédération Royale Belge de Natation                                     |                                                           |
| 9   | Bosnia y Herzegovina | Swimming Federation of Bosnia and Herzegovina                           |                                                           |
| 10  | Bulgaria             | Bulgarian Swimming Federation                                           |                                                           |
| 11  | Croacia              | Hrvatski plivački savez                                                 | Archivado el 22 de septiembre de 2010 en Wayback Machine. |
| 12  | Chipre               | Cyprus Swimming Federation                                              |                                                           |
| 13  | Dinamarca            | Dansk Svømmeunion                                                       |                                                           |
| 14  | Eslovaquia           | Slovenská plavecká Federácia                                            |                                                           |
| 15  | Eslovenia            | Plavalna zveza Slovenije                                                |                                                           |
| 16  | España               | Real Federación Española de Natación                                    |                                                           |
| 17  | Estonia              | Estonian Swimming Federation                                            |                                                           |
| 18  | Islas Feroe          | Svimjisamband Føroya                                                    |                                                           |
| 19  | Finlandia            | Finnish Swimming Association                                            |                                                           |
| 20  | Francia              | Fédération Française de Natation                                        |                                                           |
| 21  | Georgia              | Georgian Aquatic Sports National Federation                             |                                                           |
| 22  | Gibraltar            | Gibraltar Amateur Swimming Association                                  |                                                           |
| 23  | Grecia               | Hellenic Swimming Federation                                            |                                                           |
| 24  | Hungría              | Magyar Úszó Szövetség (natación) Magyar Vízilabda Szövetség (waterpolo) |                                                           |
| 25  | Islandia             | Sundsamband Íslands                                                     |                                                           |
| 26  | Irlanda              | Swimm Ireland                                                           |                                                           |
| 27  | Israel               | Israel Swimming Association                                             |                                                           |
| 28  | Italia               | Federazione Italiana Nuoto                                              |                                                           |
| 29  | Kosovo               | Federata e Notit të Kosovës Plivački savez Kosova                       |                                                           |
| 30  | Letonia              | Latvijas Peldēšanas federācija                                          |                                                           |
| 31  | Liechtenstein        | Liechtensteiner Schwimmverband                                          |                                                           |
| 32  | Lituania             | Lietuvos plaukimo federacija                                            |                                                           |
| 33  | Luxemburgo           | Fédération Luxembourgeoise de Natation et de Sauvetage                  |                                                           |
| 34  | Macedonia del Norte  | Swimming Federation of North Macedonia                                  |                                                           |
| 35  | Malta                | Aquatic Sports Association of Malta                                     |                                                           |
| 36  | Moldavia             | Swimming Federation of Moldavia                                         |                                                           |
| 37  | Mónaco               | Fédération Monégasque de Natation                                       |                                                           |
| 38  | Montenegro           | Montenegro Swimming Federation                                          |                                                           |
| 39  | Noruega              | Norges Svømmeforbund                                                    |                                                           |
| 40  | Países Bajos         | Koninklijke Nederlandse Zwembond                                        |                                                           |
| 41  | Polonia              | Polski Związek Pływacki                                                 |                                                           |
| 42  | Portugal             | Federação Portuguesa de Natação                                         |                                                           |
| 43  | República Checa      | Český svaz plaveckých sportů                                            |                                                           |
| 44  | Reino Unido          | British Swimming Association                                            |                                                           |
| 45  | Rumania              | Federaţia Română de Nataţie                                             |                                                           |
| 46  | Rusia                | All-Russian Swimming Federation Russian Water Polo Federation           | - Archivado el 2 de noviembre de 2011 en Wayback Machine. |
| 47  | San Marino           | Swimming Federation of San Marino                                       |                                                           |
| 48  | Serbia               | Swimming Federation of Serbia                                           |                                                           |
| 49  | Suecia               | Svenska Simförbundet                                                    |                                                           |
| 50  | Suiza                | Schweizerischer Schwimmverband                                          |                                                           |
| 51  | Turquía              | Turkish Swimming Federation                                             |                                                           |
| 52  | Ucrania              | Ukrainian Swimming Federation                                           |                                                           |